# Sterigmapetalum tachirense
Sterigmapetalum tachirense, lizcano [Tellez, G. 2008 ], es una especie de plantas en la familia Rhizophoraceae.  Es endémica de Colombia. Está reportada por Tellez, G (2008) en la Reserva Biológica Cachalú  a una altitud entre 2100 y 2200 m.s.n.m, en bosque primario acompañado de Quercus humboldtii y especies de Dacryodes, entre otros. 

## Usos
El lizcano es utilizado como madera para construcción, corrales, muebles, entre otros (Téllez G. 2008)

## Taxonomía
Sterigmapetalum tachirense fue descrita por Steyerm. & Liesner y publicado en Annals of the Missouri Botanical Garden 70(1): 190, f. 3–4, en el año 1983.